# Rosanna Costa

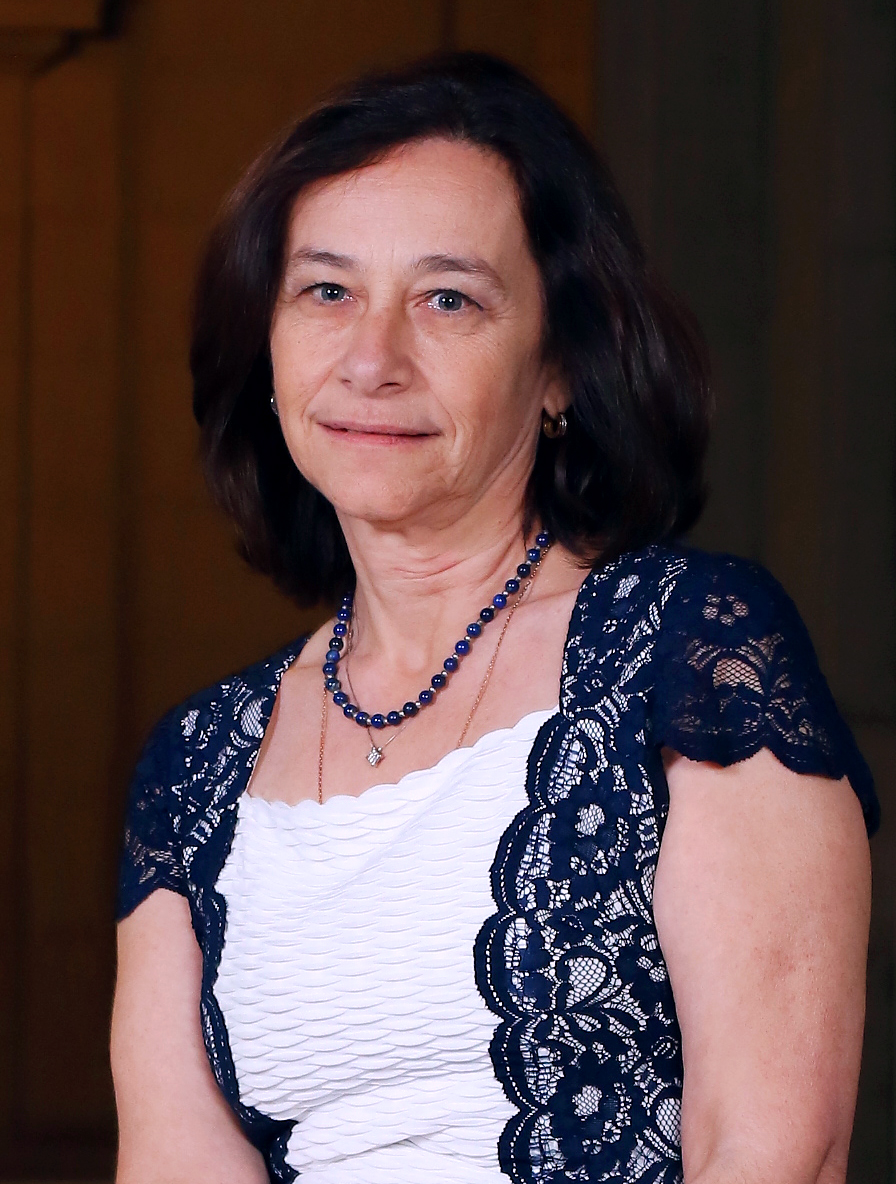
Rosanna Costa 2017

Rosanna María Assunta Costa Costa (* 6. Dezember 1957 in Viña del Mar) ist eine chilenische Wirtschaftswissenschaftlerin und seit Februar 2022 als erste Frau Präsidentin der Zentralbank von Chile.

## Familie und Ausbildung
Rosanna Costa ist die Enkelin italienischer Einwanderer und die Tochter von María Costa und Horacio Costa, wie sie ein Wirtschaftswissenschaftler, der sie nach eigenen Angaben stark beeinflusste. Sie ist verheiratet mit Pedro Ignacio Mujica Figueroa, mit dem sie zwei gemeinsame Kinder hat. Nach dem Besuch der Saint Gabriel’s School studierte sie an der Päpstlichen Katholischen Universität von Chile (PUC, Pontificia Universidad Católica de Chile), wo sie einen Abschluss als Wirtschaftsingenieurin mit Schwerpunkt Wirtschaftswissenschaften erlangte. In den ersten Jahren nach dem Studium widmete sie sich der Forschung und Lehre. Sie lehrte Makroökonomie an der PUC und an der Universidad Gabriela Mistral.

## Laufbahn
Von 1984 und 1992 arbeitete sie als Ökonomin bei der chilenischen Zentralbank in den Bereichen Volkswirtschaftliche Gesamtrechnung, Forschung und Geldpolitik.
1993 wechselte sie an das Instituto Libertad y Desarrollo (LyD), einen neoliberalen Thinktank, wo sie bis 2010 als Direktorin des Wirtschaftsprogramms zu Fragen der Steuerpolitik, der Arbeit, der Modernisierung des Staates und der Kapitalmärkte forschte. Von 2010 bis 2013 war sie Leiterin der Haushaltsabteilung im Finanzministerium, bevor sie 2014 als stellvertretende Direktorin/Vizepräsidentin wieder an das LyD wechselte.
Als Rodrigo Vergara seinen Posten im fünfköpfigen Vorstand der Zentralbank von Chile vorzeitig aufgab, wurde Costa im Januar 2017 von Präsident Piñera als seine Nachfolgerin für die verbleibenden drei Jahre berufen. Die Bestätigung durch den Senat erfolgte ohne Gegenstimmen bei einer Enthaltung. Im Dezember 2019 bestätigte der Senat einstimmig ihre Berufung für eine folgende volle Amtszeit von zehn Jahren.
Nachdem der bisherige Präsident der Zentralbank Mario Marcel im Januar 2022 seinen Rücktritt erklärte, um ab dem 11. März 2022 dem Kabinett des designierten Staatspräsidenten Gabriel Boric als Finanzminister anzugehören, wurde Costa auf Vorschlag des noch amtierenden Staatspräsidenten Piñera zur neuen Präsidentin ernannt. Sie ist die erste Frau, die in Chile diese Funktion innehat.

## Auszeichnungen
- 2017 Premio Ingeniero Comercial Distinguido de la UC[9][10]
- 2021 Einflussreichste Frau im Bereich Wirtschaft.[11]